# Elizabeth Teeter
Elizabeth Teeter (7 de novembre de 2001) és una actriu i cantant estatunidenca, coneguda per interpretar el paper de Lydia al musical Beetlejuice.

## Primers anys

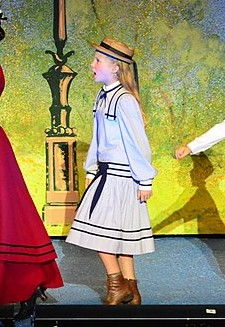
Elizabeth Teeter al musical Mary Poppins el 2013

Va nàixer el novembre del 2001, filla de l'actor de Broadway Lara Teeter i la instructora de dansa Kristen Teeter. Va passar la seua infantesa a St. Louis, Missouri i va assistir a la Bristol Elementary School. Té tres germans: un germà bessó anomenat Charlie i dues germanes menors, Katherine i Maggie. Des de ben petita va mostrar interés per l'actuació i va actuar amb diversos papers a teatres com The New Jewish Theatre, The Repertory Theatre of St. Louis, i l'Opera Theatre of Saint Louis. Amb 7 anys va protagonitzar el musical infantil Meet Me in St. Louis i l'any següent va aparéixer al musical Sound of Music, ambdós al teatre St. Louis' Muny. Al mateix teatre va aparéixer al costat del seu pare interpretant a Flounder i Scuttle respectivament a The Little Mermaid.

## Carrera
El seu primer paper a Broadway va ser Jane Banks al musical de Mary Poppins el 2012. Amb 13 anys va interpretar a una jove Elisabet II a The Audience junt a Helen Mirren i Sadie Sink. En 2016 també va aparèixer a The Crucible, també a Broadway. Fora de Broadway també va interpretar el paper de Lily a The Secret Life оf Bees a l'Atlantic Theater Company el 2019, una adaptació musical de la novel·la homònima de Sue Monk Kidd, i a Liesl Von Trapp a The Sound of Music al St. Louis' Muny.
El 2020 va ser contractada per interpretar la protagonista Lydia al musical de Broadway Beetlejuice, però a causa de la pandemia de Covid-19 la producció es va tancar abans de poder actuar de cara al públic. Finalment el 2022 va tindre l'oportunitat d'interpretar el paper amb la reobertura del musical.